# مونیتوس (کوردوبا)
مونیتوس (کوردوبا) (به اسپانیایی: Moñitos) یک سکونتگاه مسکونی در کلمبیا است که در بخش کوردوبا واقع شده‌است.